# Marcos Jiménez de la Espada
Marcos Jesús Eusebio Jiménez de la Espada Evangelista (Cartagena, 5 marzo 1831 – Madrid, 3 ottobre 1898) è stato uno zoologo, esploratore e storico spagnolo. È conosciuto per aver partecipato tra il 1862 e il 1865 alla Commissione scientifica del Pacifico, la più grande spedizione scientifica organizzata dalla Spagna dopo la perdita della maggior parte delle sue colonie nell'America del Sud. Ha pubblicato inoltre importanti opere di geografia e storia del continente americano.

## Biografia

### Nascita e formazione
Nato a Cartagena il 5 marzo 1831, Marcos Jiménez de la Espada era figlio di Francisco Jiménez de la Espada y Díaz, funzionario, e di Petra Evangelista Irazusta. Dopo aver seguito il padre nei suoi incarichi a Barcellona, Valladolid e Siviglia iniziò in quest'ultima città gli studi in scienze naturali, che concluse a Madrid laureandosi nel 1855 con una tesi sugli anfibi.
Due anni prima di laurearsi aveva ottenuto il ruolo di assistente nella facoltà di Scienze Naturali dell'Universidad Central de Madrid; in seguito, nel 1857, ottenne prima quello di assistente alla cattedra di Mineralogia e Geologia del Museo Nacional de Ciencias Naturales di Madrid e poi, sotto la guida del cattedratico Mariano de la Paz Graells Agüera, quello di professore ausiliario della Facoltà di Scienze.

### La Commissione scientifica del Pacifico
Il 9 luglio 1862 Jiménez de la Espada fu nominato membro della Commissione scientifica del Pacifico, una spedizione di carattere scientifico che doveva affiancare una missione navale spagnola nell'America del Sud; quest'ultima era stata decisa dalla corte di Isabella II con lo scopo di difendere gli interessi economici e politici spagnoli nelle colonie da poco perdute e si era alla fine deciso di affiancarle un gruppo di scienziati allo scopo di svolgere ricerche e acquisire esemplari di ogni forma di vita interessante. La commissione era formata da tre zoologi (Patricio María Paz, Francisco Martínez y Saez e Marcos Jiménez de la Espada), un geologo ed entomologo (Fernando Amor), un botanico (Juan Isern), un antropologo (Manuel de Almagro), un tassidermista (Bartolomé Puig) e un fotografo-disegnatore (Rafael Castro y Ordóñez).

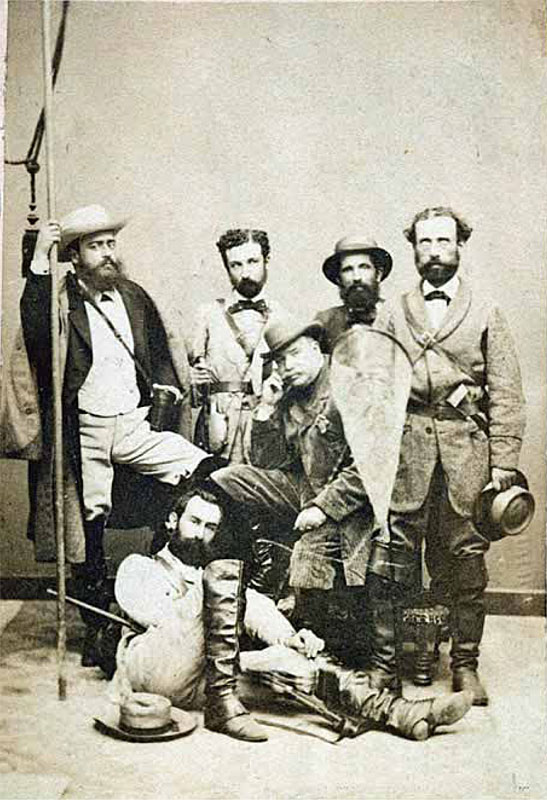
Alcuni componenti della Commissione Scientifica del Pacifico. Jiménez de la Espada è seduto a terra.

Partita da Cadice il 10 agosto dello stesso anno, la spedizione fece scalo a Tenerife e a São Vicente di Capo Verde e arrivò a Bahia il 9 settembre. Dopo aver esplorato per tre mesi diverse regioni del Brasile si trasferì a Montevideo, dove si divise in due gruppi: Paz, Almagro, Isern e Amor decisero di raggiungere il Cile via terra, mentre Jiménez de la Espada attraversò su una goletta spagnola lo stretto di Magellano e gli altri membri visitarono le isole Falkland e la Terra del Fuoco prima di doppiare Capo Horn. Raggiunta Valparaíso, la spedizione perse Paz, tornato in Spagna, ed esplorò per mesi la zona costiera del Pacifico, risalendo fino alla California e svolgendo ricerche e raccogliendo esemplari; a San Francisco morì Amor, giunto al porto della città gravemente ammalato. Jiménez si fermò in America Centrale, dove visitò diversi paesi e salì il vulcano Izalco.
Le tensioni seguite all'occupazione spagnola delle isole Chincha e che porteranno in breve alla guerra ispano-sudamericana spinsero il comandante della squadra navale, l'ammiraglio Luis Hernández-Pinzón Álvarez, a ordinare la fine della spedizione scientifica e l'immediato rientro in Spagna della commissione. Jiménez de la Espada, Martínez, Almagro e Isern rifiutarono, decidendo di riunirsi a Guayaquil, in Ecuador, e di lì attraversare tutto il continente fino all'Atlantico; nell'ottobre del 1864 intrapresero quello che chiamarono Gran Viaje (in italiano “Grande Viaggio”), arrivando infine un anno dopo sulla costa brasiliana. Nel corso di questa esplorazione Jiménez de la Espada tenne un diario, nel quale annotò con estrema precisione osservazioni di zoologia, geologia, antropologia, etnologia, botanica e geografia; la sua recente passione per i vulcani lo portò a salire il Sumaco e il Pichincha, alle pendici del quale si perse e fu ritrovato tre giorni dopo da un nativo.

### Il rientro in Spagna e gli ultimi anni
Imbarcatosi a Pernambuco, Jiménez de la Espada arrivò a Madrid via Lisbona alla fine del 1865. Al suo rientro si mise a ordinare e studiare gli appunti e le collezioni raccolte durante le sue esplorazioni; il suo interesse tuttavia si allargò dalle scienze naturali ai campi della storia e dell'etnografia dell'America del Sud. Nei rimanenti trent'anni di vita si occupò di reperire, rieditare e commentare le opere dei cronisti spagnoli che avevano raccontato il Nuovo Mondo; divenne in tal modo uno dei più accreditati “americanisti”, cioè di quegli studiosi europei che alla fine del XIX secolo diedero impulso allo studio delle lingue, delle culture e delle civiltà precolombiane. Jiménez de la Espada partecipò ai Congressi Internazionali degli Americanisti a Bruxelles nel 1879, a Madrid nel 1881, a Torino nel 1886, a Berlino nel 1888 e a Parigi nel 1890.
Curò nuove edizioni delle opere di Pedro Cieza de León, Juan de Betanzos, Bernabé Cobo e Pablo Maroni e pubblicò altre opere monumentali sulla storia e la geografia americana come le Relaciones Geográficas de Indias e le Tres Relaciones de Antigüidades Peruanas; scrisse inoltre diversi articoli aventi per argomento le civiltà precolombiane e la cultura indigena preispanica su alcune riviste di scarsa diffusione, come El Centenario o Historia y arte. Marcos Jiménez de la Espada fu socio fondatore nel 1871 della Sociedad Española de Historia Natural (Società Spagnola di Storia Naturale) e nel 1875 della Sociedad Geográfica de Madrid (Società Geografica di Madrid). Negli ultimi anni della sua vita gli furono assegnati numerosi riconoscimenti, tra i quali una medaglia d'oro dal governo del Perù e la nomina a membro onorario della Società Tedesca di Antropologia, Etnologia e Preistoria, della Società Geografica di Berna e della Royal Geographical Society. Pochi mesi dopo essere stato nominato cattedratico di Anatomia comparata presso la Facoltà di Scienze dell'Università di Madrid, Marcos Jiménez de la Espada morì nella capitale spagnola il 3 ottobre 1898.